# Muralla de Sos del Rey Católico
La muralla de Sos del Rey Católico se encuentra localizada en el municipio español de Sos del Rey Católico, en la provincia de Zaragoza.

## Historia
Sos del Rey Católico conserva uno de los recintos amurallados más completos de todo Aragón. Rodea la elevación en forma de espolón en la que se asienta la villa y que comprende en su interior dos grandes elevaciones. Al norte se encuentra el castillo de la Peña Felizana y al sur el palacio de los Sada que, posiblemente, en origen, fuera también una posición fortificada. La naturaleza de villa fronteriza entre los vecinos reinos de Navarra y Aragón, hizo que la villa medieval contase con una muralla defensiva que rodeaba todo el perímetro de la localidad. Se conservan en la actualidad siete portales de la muralla, que dan acceso al recinto intramuros.
El conjunto tiene siete puertas:
- La puerta principal o Puerta de Zaragoza, situada en el extremo sur de la muralla.

Orientadas al Este:
- Puerta de Uncastillo
- Arco de Bueno
- Puerta de Jaca

Orientadas al Oeste:
- Torreón de la Reina o de Fuente Alta
- Puerta del Mudo
- Puerta de Nador

La Puerta de la Reina tiene una estructura de torre-puerta pero otras son muy sencillas, con un simple arco abierto en el muro. Además de conservarse las puertas, también se conservan gran parte de los muros, como en todo el extremo septentrional e importantes lienzos en el flanco occidental, entre la Puerta del Mudo y la de Nador y en torno a la Puerta de Zaragoza. La zona peor conservada es el borde meridional y oriental, donde las construcciones se han adosado a la muralla, ocultándola debajo de ellas.